# Shosuke Katayama
Shosuke Katayama (født 8. september 1983) er en japansk fodboldspiller, som spiller for den japanske fodboldklub Roasso Kumamoto.